# 101 Park Avenue
101 Park Avenue es un rascacielos de 192 metros de altura en Nueva York. Fue construido entre 1979 y 1982 y cuenta con 49 plantas. El estudio de arquitectura Eli Attia diseñaró el edificio, que es el 64.º edificio más alto de Nueva York.
Fue utilizado como la fachada del ficticio "Pemrose builing" en la película de 1987 El Secreto de mi éxito, así como la también ficticia "Clamp tower" en la película de 1990, Gremlins 2: la nueva generación. El edificio aparece en la película de 1991 The Fisher King, y aparece como la sede de las oficinas de George Costanza en algunos episodios de la novena temporada de Seinfeld, así como la oficina de Dudley Moore en la película de Crazy People. También es aparece como un lugar de accidentes en la película de The Avengers.

## Inquilinos
- Curtis, Mallet-Prevost, Colt & Mosle
- Kelley Drye & Warren
- Morgan, Lewis & Bockius
- Morgan Stanley
- Nespresso Headquarters in North-America
- Strategy& (anteriormente Booz & Company)
- Tata Consultancy Services (North American HQ)[4]
- Tiger Management
- Federated Investors